# 池谷彎貝介
池谷彎貝介（学名：Loxoconcha ikeyai）为彎貝介科彎貝介屬下的一个种。